# Айзенштат, Мария Маврикиевна
Мария Маврикиевна Айзенштат (1883—1965) — первая русская женщина-адвокат, педагог; историк-публицист, переводчик.

## Биография
Мария Адольфина Анна Гиршман родилась 13 (25) сентября 1883 года в Москве в семье присяжного поверенного и члена Московского коммерческого суда, надворного советника Маврикия Осиповича Гиршмана (1851—1919) — брата В. О. Гиршмана. Её мать — Ольга Адольфовна (1862—1908), дочь врача Адольфа Беньяминовича Левенстима (1827—1882), сестра правоведа-криминалиста  А. А. Левенстима.
В 1895 году начала учиться в московской женской гимназии М. Пуссель, где в 1899 году получила «отличный» аттестат о среднем образовании. В 1901 году продолжила обучение на московских женских высших курсах Полторацкой и Трубецкой[уточнить], получив 29 февраля 1907 года свидетельство об окончании их историко-филологического отделения; одновременно, слушала лекции на юридическом отделении. В апреле 1907 года сдала в 3-й Московской гимназии экзамены по латинскому языку и 29 января 1908 года подала прошение ректору Московского университета о допуске к экзаменам (по плану 1906 года) в Юридической испытательной комиссии при университете экстерном. По завершении испытаний 15 мая 1908 года она получила «заключение об удостоении диплома второй степени (с правом на 1-ю)». Спустя две недели она предоставила сочинение, одобренное юридическим факультетом, и председатель испытательной комиссии А. С. Алексеев уведомил, что она удостоена диплома 1-й степени (№ 3840 от 06.02.1909).
В мае, июне и сентябре 1908 года Московская судебная палата, после рассмотрения Советом присяжных поверенных вопроса о праве лиц женского пола на зачисление в помощники присяжных поверенных, приняла в их ряды трёх молодых юристов-женщин: Янину-Анну Подгурскую, Марию Гиршман и Лидию Бубнову. Однако через некоторое время прокурором был подан протест на решение Совета присяжных и Московская судебная палата отменила своё постановление. 
После 1917 года преподавала юриспруденцию, немецкий язык и историю. Ей принадлежит перевод с английского «Остров фарисеев» Д. Голсуорси (М.; Л., 1926) и историческое сочинение «Революция 1848 года во Франции» (Л., 1927). 
После войны работала в ведомтстве Наркомата промышленности и торговли РСФСР.
Умерла в Москве 24 января 1965 года.

## Семья
Была замужем за Д. С. Айзенштатом (1880—1947) — юрист, библиофил, книгоиздатель; основатель и директор «Книжной лавки писателей» в Москве. Их дети:
- Ольга (1911—1988), литературовед, жена Гельмута Дамериуса
- Наталья (1912—1985), кандидат физико-математических наук, доцент механико-математического факультета МГУ; жена Н. Г. Зографа
- Андрей (1914—1941), в октябре 1941 года ушёл на фронт из аспирантуры исторического факультета Московского университета и пропал без вести
- Мария (1921—2000), врач-педиатр